# Tirano
Tirano – miejscowość i gmina we Włoszech, w regionie Lombardia, w prowincji Sondrio.
Według danych na rok 2004 gminę zamieszkiwały 9044 osoby, 282,6 os./km².